# Taohuashan (köpinghuvudort i Kina, Hubei Sheng, lat 29,65, long 112,69)
Taohuashan (kinesiska: 桃花山, 桃花山镇) är en köpinghuvudort i Kina. Den ligger i provinsen Hubei, i den centrala delen av landet, omkring 180 kilometer sydväst om provinshuvudstaden Wuhan. Antalet invånare är 21 848. Befolkningen består av 10 563 kvinnor och 11 285 män. Barn under 15 år utgör 14,0 %, vuxna 15-64 år 76 %, och äldre över 65 år 9,0 %.
Runt Taohuashan är det ganska tätbefolkat, med 222 invånare per kvadratkilometer. Närmaste större samhälle är Dongsheng, 17,3 km väster om Taohuashan. I omgivningarna runt Taohuashan växer i huvudsak blandskog.
Genomsnittlig årsnederbörd är 1 609 millimeter. Den regnigaste månaden är april, med i genomsnitt 233 mm nederbörd, och den torraste är december, med 33 mm nederbörd.